# Nicholas Sparks
Nicholas Charles Sparks (ur. 31 grudnia 1965 w Omaha) – amerykański pisarz, którego książki ukazują się
w 33 językach. Sukces odniósł już swoją pierwszą powieścią Pamiętnik (The Notebook, 1997).

## Życiorys
Nicholas Charles Sparks urodził się w Omaha w stanie Nebraska 31 grudnia 1965. Był drugim synem Patricka Michaela (1942–1996) i Jill Emmy Marie (Thoene) Sparks (1942–1989). Jego rodzeństwo, to Michael Earl Sparks (ur. w grudniu 1964) oraz Danielle Sparks (ur. w grudniu 1966, zm. w czerwcu 2000).
Jako dziecko mieszkał w Minnesocie, Los Angeles i w Grand Island w Nebrasce. Miał osiem lat, kiedy rodzina osiadła w Fair Oaks w Kalifornii. Jego ojciec był profesorem, matka gospodynią domową, a następnie asystentką optyka.
Pisarz mieszkał w Fair Oaks przez całe liceum, które skończył z wyróżnieniem w 1984, otrzymując stypendium naukowe na Uniwersytecie w Notre Dame. W 1985 przerwał naukę i podczas wakacji napisał pierwszą powieść, która nigdy nie została opublikowana. Następnie wrócił na uczelnię, obierając za specjalizację rachunkowość i w 1988 z wyróżnieniem ukończył studia.
Poznaną na wiosnę 1988 Catherine poślubił w lipcu 1989. Para zamieszkała w Sacramento w Kalifornii, gdzie napisał drugą powieść, która też nie zainteresowała wydawców. Przez następnych parę lat imał się różnych dorywczych prac, jak akwizycja czy ocena stanu nieruchomości. Próbował też sił w prywatnym biznesie. W 1990 napisał książkę wspólnie z Billy Millsem – złotym medalistą olimpijskim, która została wydana przez Father Publishing po tym, jak wydawnictwo Random House ją odrzuciło. Książka sprzedała się zaledwie w 50 000 egzemplarzy.
W 1992 zaczął sprzedawać leki i przeniósł się z Sacramento do Karoliny Północnej. Nie minęły dwa lata, kiedy w wieku 28 lat napisał Pamiętnik. W październiku 1995 prawa do tej powieści kupiło wydawnictwo Warner Books. Książka ukazała się w październiku 1996 roku. Kolejne to: List w butelce (1998), Jesienna miłość (1999), Na ratunek (2000), Na zakręcie (2001), Noce w Rodanthe (2002), Anioł Stróż (2003), Ślub (2003), Trzy tygodnie z moim bratem (2004), Prawdziwy cud (2005), Od pierwszego wejrzenia (2005), I wciąż ją kocham (2006) – wszystkie sprzedane Warner Books. Następne dwie – Choice (2007) i The Lucky One (2008) – kupiło Grand Central Publishing.
Obecnie pisarz ma piątkę dzieci: Miles, Ryan, Landon, Lexie i Savannah. Mieszka wraz z rodziną w Karolinie Północnej.
Uczestniczy w różnych lokalnych i narodowych akcjach charytatywnych – np. w Creative Writing Program (MFA) na Uniwersytecie w Notre Dame, gdzie przyznaje stypendia, staże oraz fundusze na działalność bractw uczelnianych.
Nicholas Sparks jest także producentem filmowym. Wraz ze swoją agentką założył w 2012 roku firmę Nicholas Sparks Productions, która przygotowuje ekranizacje jego powieści.

## Powieści
- Pamiętnik (The Notebook 1997)
- List w butelce (Message in a Bottle 1998)
- Jesienna miłość (A Walk to Remember 1999)
- Na ratunek (The Rescue 2000) (wyd. pol. w 2001 w tłumaczeniu Andrzeja Szulca)
- Na zakręcie (A Bend in the Road 2001)
- Noce w Rodanthe (Nights in Rodanthe 2002)
- Anioł Stróż (The Guardian 2003)
- Ślub (The Wedding 2003), kontynuacja Pamiętnika (wyd. pol. w 2006 w tłumaczeniu Jacka Manickiego[2])
- Nowe życie. Nowy początek. Wokini (Wokini: A Lakota Journey to Happiness and Self-Understanding 2003 wraz z Billym Millsem)
- Trzy tygodnie z moim bratem (Three Weeks with my Brother 2004 wraz z bratem Micahem Sparksem)
- Prawdziwy cud (True Believer 2005)
- Od pierwszego wejrzenia (At First Sight 2005), dalsze losy bohaterów Prawdziwego cudu
- I wciąż ją kocham (Dear John 2006) (wyd. pol. w 2008 w tłumaczeniu Elżbiety Piotrowskiej-Zychowicz)
- Wybór (The Choice 2007)
- Szczęściarz (The Lucky One 2008)
- Ostatnia piosenka (The Last Song 2009)
- Bezpieczna przystań (Safe Haven 2010)
- Dla ciebie wszystko (The Best Of Me 2011)
- Najdłuższa podróż (The Longest Ride 2014)
- Spójrz na mnie (See Mee 2016)
- We dwoje (Two By Two 2016) (wyd. pol. w 2017 w tłumaczeniu Anny Dobrzańskiej)
- Z każdym oddechem (Every breath 2018)
- Powrót (The Return 2020)[3]
- Jedno Życzenie (The Wish jesień 2021)
- Kraina marzeń (Dreamland 2022)
- Zliczyć cuda (Counting Miracles 2024)

## Adaptacje filmowe dzieł Nicholasa Sparksa
- List w butelce (1999)
- Szkoła uczuć (2002)
- Pamiętnik (2004)
- Noce w Rodanthe (2008)
- Ostatnia piosenka (2010)
- Wciąż ją kocham (2010)
- Szczęściarz (2012)
- Bezpieczna przystań (2013)
- Dla ciebie wszystko (2014)
- Najdłuższa podróż (2015)
- Wybór (2016)